# Jean-Paul Vonderburg
Jean-Paul Vonderburg (31 juli 1964) is een voormalig Zweeds voetballer.

## Clubcarrière
Vonderburg, bijgenaamd Champa, speelde tussen 1985 en 1996 voor Hammarby IF, Malmö FF, Aarhus GF en Sanfrecce Hiroshima.

## Interlandcarrière
Vonderburg debuteerde in 1990 in het Zweeds nationaal elftal en speelde 4 interlands. Onder leiding van bondscoach Olle Nordin maakte hij zijn debuut op 14 februari 1990 in Dubai tegen de Verenigde Arabische Emiraten (2-1). Andere debutanten in dat duel waren Jonny Rödlund (IFK Norrköping), Pontus Kåmark (IFK Göteborg), Stefan Schwarz (Malmö FF), Sven Andersson (Örgryte IS) en Magnus Erlingmark (Örebro SK).